# Arcuphantes chinensis
Arcuphantes chinensis är en spindelart som beskrevs av Andrei V. Tanasevitch 2006. Arcuphantes chinensis ingår i släktet Arcuphantes och familjen täckvävarspindlar. Inga underarter finns listade i Catalogue of Life.